# Swisher County
Swisher County je okres ve státě Texas v USA. K roku 2010 zde žilo 7 854 obyvatel. Správním městem okresu je Tulia. Celková rozloha okresu činí 2 334 km².